# Theaterdecreet
Het theaterdecreet (voluit: Decreet houdende de subsidieregeling voor de Nederlandstalige Toneelkunst) was een instrument van de Vlaamse overheid dat de ondersteuning van de professionele Vlaamse theaterkunsten regelde.
Het theaterdecreet was van 1976 tot 1993 van kracht en werd opgevolgd door het podiumkunstendecreet.

## Geschiedenis
Voor 1976 was het in de hoofdzaak aan de nationale overheid die door middel van Koninklijke Besluiten subsidies verleende aan het professionele theater. 
Op 20 mei 1975 kon er, door de regionalisering van de Belgische overheid, een regionale regeling uitgewerkt worden: het Decreet houdende de subsidieregeling voor de Nederlandstalige Toneelkunst. Dit decreet werd simpelweg het theaterdecreet genoemd. Het decreet was het gevolg van grote ontevredenheid rond de subsidieregelingen en het theaterbeleid wat in de herfst van 1974 leidde tot wekenlange stakingen door beroepstheaters in Vlaanderen. De onvrede zat hem er in dat het dramatisch gezelschap van de Belgische radio en televisie (BRT) flink meer gelden kregen dan de beroepsgezelschappen die theaterproducties maakten en maar nauwelijks geld van de overheid kregen.
Op 1 januari 1976 trad het theaterdecreet voor beroepstheatergezelschappen in werking. Hieronder vielen de Koninklijke Nederlandse Schouwburg (KNS) in Antwerpen, de Koninklijke Vlaamse Schouwburg (KVS) in Brussel, het Nederlands Toneel Gent (NTG) in Gent, het Koninklijk Jeugdtheater (KJT) in Antwerpen en het Reizend Volkstoneel (RVT) in Antwerpen.
Op 1 juli 1976 trad het theaterdecreet in werking voor het toenmalig semi-professioneel theater met de start van het nieuwe toneelseizoen.
De subsidies werden verleend na advies van de Raad voor Toneel en werden jaarlijks toegekend. De hoogte van de subsidie was onder andere afhankelijk van in welke groep een theatergezelschap was ingedeeld. Er bestonden vier categorieën en iedere categorie had bijkomende verplichtingen van zowel kwalitatieve als kwantitatieve aard. De kwantitatieve opvoeringen waren gericht op een minimaal aantal producties, het minimale aantal opvoeringen en de zaalgrootte waar deze producties gebracht werden. Daarbij werd van een D-gezelschap gevraagd dat ze 50% beroepsacteurs en 50% stagiairs of amateurs hadden.
| Categorie    | Categorienaam                                       | Aantal producties per jaar | Aantal opvoeringen | Minimale zaalcapaciteit |
| ------------ | --------------------------------------------------- | -------------------------- | ------------------ | ----------------------- |
| A-gezelschap | repertoiregezelschappen                             | 8 producties               | 160 opvoeringen    | 450 zitplaatsen         |
| B-gezelschap | spreidingsgezelschappen                             | 6 producties               | 140 opvoeringen    | 250 zitplaatsen         |
| C-gezelschap | kamergezelschappen                                  | 4 producties               | 120 opvoeringen    | 50 zitplaatsen          |
| D-gezelschap | gezelschappen voor experimenteel- of vormingstoneel | 1 productie                | 75 opvoeringen     | 50 zitplaatsen          |

In 1985 vonden de theatergezelschappen het decreet weer verouderd en nam de onvrede onder hen toe.
In mei 1989 diende toenmalig Vlaamse minister van cultuur Patrick Dewael een eerste ontwerp-decreet in om het beleid meer aan te passen aan de praktijk, maar kwam niet ten uitvoer.
In 1993 kwam er pas een nieuw decreet onder de opvolger van Dewael, Hugo Weckx en dit werd het podiumkunstendecreet genoemd.